# Liste des sites mégalithiques de l'Alt Empordà
Cet article présente une liste de sites mégalithiques de l'Alt Empordà, dans le nord-est de la Catalogne, en Espagne.
| Mégalithe                                                                    | Commune                                      | Type         | Coordonnées                 | Illustration |
| ---------------------------------------------------------------------------- | -------------------------------------------- | ------------ | --------------------------- | ------------ |
| Menhir del Roc del Frare                                                     | Agullana                                     | Menhir       | 42° 22′ 51″ N, 2° 50′ 44″ E |              |
| Dolmen de Rocalba                                                            | Agullana                                     | Dolmen       | 42° 24′ 51″ N, 2° 51′ 23″ E |              |
| Menhir dels Palaus                                                           | Agullana                                     | Menhir       | 42° 24′ 05″ N, 2° 52′ 25″ E |              |
| Dolmen de la Jaça d'en Torrent                                               | Agullana                                     | Dolmen       | 42° 23′ 23″ N, 2° 53′ 23″ E |              |
| Dolmen de la Barraca del Lladre                                              | Agullana                                     | Dolmen       | 42° 23′ 13″ N, 2° 53′ 33″ E |              |
| Cista de la Creu de Principi                                                 | Albanyà                                      | Ciste        |                             |              |
| Dolmen del Coll de Medàs I                                                   | Cantallops                                   | Dolmen       | 42° 25′ 54″ N, 2° 56′ 27″ E |              |
| Dolmen del Coll de Medàs II                                                  | Cantallops                                   | Dolmen       | 42° 25′ 53″ N, 2° 56′ 34″ E |              |
| Dolmen del Coll de Medàs III                                                 | Cantallops                                   | Dolmen       | 42° 25′ 53″ N, 2° 56′ 31″ E |              |
| Dolmen del Coll de Medàs IV                                                  | Cantallops                                   | Dolmen       | 42° 25′ 55″ N, 2° 56′ 31″ E |              |
| Dolmen de Coma de Gall                                                       | Cantallops                                   | Dolmen       | 42° 25′ 36″ N, 2° 56′ 55″ E |              |
| Menhir de les Llines                                                         | Cantallops                                   | Menhir       | 42° 23′ 58″ N, 2° 55′ 52″ E |              |
| Dolmen del Quer Afumat                                                       | Capmany                                      | Dolmen       |                             |              |
| Menhir del Quer Afumat                                                       | Capmany                                      | Menhir       |                             |              |
| Dolmen de Mirgoler                                                           | Capmany                                      | Dolmen       |                             |              |
| Dolmen de la Vinya Monera                                                    | Capmany                                      | Dolmen       |                             |              |
| Menhir de la Vinya Monera                                                    | Capmany                                      | Menhir       |                             |              |
| Pedra dels Sacrificis                                                        | Capmany                                      | Rocher gravé |                             |              |
| Dolmen del Puig D'Esquers I                                                  | Colera                                       | Dolmen       |                             |              |
| Dolmen del Mas Patiràs                                                       | Colera                                       | Dolmen       |                             |              |
| Dolmen del Puig de Caneres                                                   | Darnius                                      | Dolmen       | 42° 22′ 56″ N, 2° 48′ 16″ E |              |
| Dolmen de la Cabana Arqueta                                                  | Espolla                                      | Dolmen       | 42° 23′ 05″ N, 2° 59′ 17″ E |              |
| Dolmen de Gutina-Puig del Pal                                                | Espolla                                      | Dolmen       | 42° 23′ 43″ N, 2° 59′ 08″ E |              |
| Menhir de Castellà ou de Roques Blanques                                     | Espolla                                      | Menhir       | 42° 24′ 44″ N, 2° 58′ 46″ E |              |
| Dolmen de la Font del Roure                                                  | Espolla                                      | Dolmen       | 42° 26′ 22″ N, 2° 58′ 54″ E |              |
| Dolmen d'Arreganyats                                                         | Espolla                                      | Dolmen       | 42° 25′ 35″ N, 2° 59′ 25″ E |              |
| Dolmen de les Morelles                                                       | Espolla                                      | Dolmen       | 42° 25′ 36″ N, 2° 59′ 27″ E |              |
| Dolmen del Barranc                                                           | Espolla                                      | Dolmen       | 42° 24′ 32″ N, 3° 00′ 58″ E |              |
| Dolmen dels Cantons                                                          | Espolla                                      | Dolmen       | 42° 26′ 02″ N, 2° 59′ 21″ E |              |
| Dolmen de Girarols I                                                         | Espolla                                      | Dolmen       | 42° 25′ 07″ N, 3° 00′ 56″ E |              |
| Dolmen de Girarols II                                                        | Espolla                                      | Dolmen       | 42° 25′ 09″ N, 3° 00′ 57″ E |              |
| Dolmen del Puig Balaguer                                                     | Espolla                                      | Dolmen       | 42° 25′ 25″ N, 3° 00′ 47″ E |              |
| Dolmen del Mas Gamarús                                                       | Espolla                                      | Dolmen       | 42° 27′ 32″ N, 3° 00′ 26″ E |              |
| Dolmen de Canadal                                                            | la Jonquera                                  | Dolmen       |                             |              |
| Dolmen dels Pedreguers ou del Pla del Arca                                   | la Jonquera                                  | Dolmen       | 42° 26′ 47″ N, 2° 53′ 06″ E |              |
| Dolmen dels Planers de la Serafina                                           | la Jonquera                                  | Dolmen       | 42° 25′ 38″ N, 2° 51′ 07″ E |              |
| Dolmen de Mas Baleta I                                                       | la Jonquera                                  | Dolmen       |                             |              |
| Dolmen de Mas Baleta II                                                      | la Jonquera                                  | Dolmen       |                             |              |
| Dolmen de Mas Baleta III                                                     | la Jonquera                                  | Dolmen       |                             |              |
| Dolmen dels Estanys I                                                        | la Jonquera                                  | Dolmen       | 42° 23′ 46″ N, 2° 54′ 18″ E |              |
| Dolmen dels Estanys II                                                       | la Jonquera                                  | Dolmen       | 42° 23′ 43″ N, 2° 54′ 23″ E |              |
| Dolmen dels Estanys III                                                      | la Jonquera                                  | Dolmen       | 42° 24′ 01″ N, 2° 54′ 13″ E |              |
| Menhir dels Estanys I                                                        | la Jonquera                                  | Menhir       | 42° 23′ 39″ N, 2° 54′ 29″ E |              |
| Menhir dels Estanys II                                                       | la Jonquera                                  | Menhir       | 42° 23′ 39″ N, 2° 54′ 36″ E |              |
| Menhir dels Planers de la Serafina                                           | la Jonquera                                  | Dolmen       | 42° 25′ 37″ N, 2° 51′ 06″ E |              |
| Dolmen del Passatge ou Tomba del Abat                                        | Llançà                                       | Dolmen       |                             |              |
| Dolmen del Puig D'Esquers I                                                  | Llançà                                       | Dolmen       |                             |              |
| Dolmen de les Collades                                                       | Maçanet de Cabrenys Amélie-les-Bains-Palalda | Dolmen       | 42° 24′ 45″ N, 2° 42′ 16″ E |              |
| Pedra Dreta del Coll de la Dona Morta                                        | Maçanet de Cabrenys Amélie-les-Bains-Palalda | Menhir       | 42° 24′ 33″ N, 2° 41′ 45″ E |              |
| Dolmen del Mas Bofill                                                        | Palau-saverdera                              | Dolmen       |                             |              |
| Dolmen de la Devesa                                                          | Palau-saverdera                              | Dolmen       |                             |              |
| Dolmen de la Muntanya d'en Caselles                                          | Palau-saverdera                              | Dolmen       |                             |              |
| Dolmen de la Sureda I                                                        | Palau-saverdera                              | Dolmen       |                             |              |
| Dolmen de la Sureda II                                                       | Palau-saverdera                              | Dolmen       |                             |              |
| Cista de la Sureda                                                           | Palau-saverdera                              | Ciste        |                             |              |
| Dolmen de la Febrosa I                                                       | Palau-saverdera                              | Dolmen       |                             |              |
| Dolmen de la Febrosa II                                                      | Palau-saverdera                              | Dolmen       |                             |              |
| Cista de la Vinya d'en Berta                                                 | Pau                                          | Ciste        |                             |              |
| Dolmen de la Barraca d'en Rabert                                             | Pau                                          | Dolmen       |                             |              |
| Dolmen de la Creu Blanca                                                     | Pau                                          | Dolmen       |                             |              |
| Dolmen del Bosc de la Margalla                                               | Pau                                          | Dolmen       |                             |              |
| Dolmen del Puig Margall                                                      | Pau                                          | Dolmen       |                             |              |
| Dolmen de les Vinyes Mortes I                                                | Pau                                          | Dolmen       | 42° 19′ 47″ N, 3° 08′ 02″ E |              |
| Dolmen de les Vinyes Mortes II                                               | Pau                                          | Dolmen       | 42° 19′ 45″ N, 3° 08′ 02″ E |              |
| Dolmen del Coll de la Farella                                                | Portbou                                      | Dolmen       | 42° 26′ 06″ N, 3° 07′ 47″ E |              |
| Dolmen de la Cendrera                                                        | el Port de la Selva                          | Dolmen       |                             |              |
| Dolmen del Mas Godó                                                          | el Port de la Selva                          | Dolmen       |                             |              |
| Dolmen de Taballera                                                          | el Port de la Selva                          | Dolmen       |                             |              |
| Dolmen de Roca Miralles                                                      | el Port de la Selva                          | Dolmen       |                             |              |
| Dolmen de la Riera Pujolar I                                                 | el Port de la Selva                          | Dolmen       |                             |              |
| Dolmen de la Riera Pujolar II                                                | el Port de la Selva                          | Dolmen       |                             |              |
| Dolmen del Mas de la Mata                                                    | el Port de la Selva                          | Dolmen       |                             |              |
| Dolmen de la Pallera                                                         | el Port de la Selva                          | Dolmen       |                             |              |
| Dolmen de la Roca Galera                                                     | el Port de la Selva                          | Dolmen       |                             |              |
| Dolmen de Mores Altes I                                                      | el Port de la Selva                          | Dolmen       |                             |              |
| Dolmen de Mores Altes II                                                     | el Port de la Selva                          | Dolmen       |                             |              |
| Dolmen de les Comes Llobes dels Pils                                         | Rabós                                        | Dolmen       | 42° 26′ 10″ N, 3° 03′ 06″ E |              |
| Dolmen del Solar d'en Gibert (primeirament Dolmen de la Devesa d'En Torrent) | Rabós                                        | Dolmen       | 42° 25′ 35″ N, 3° 02′ 21″ E |              |
| Dolmen de la Coma de Felis                                                   | Rabós                                        | Dolmen       | 42° 24′ 02″ N, 3° 02′ 03″ E |              |
| Dolmen de Dofines                                                            | Rabós                                        | Dolmen       | 42° 24′ 18″ N, 3° 04′ 36″ E |              |
| Menhir del Mas Roquer                                                        | Rabós                                        | Menhir       |                             |              |
| Dolmen del Cap de l'Home                                                     | Roses                                        | Dolmen       | 42° 15′ 53″ N, 3° 11′ 23″ E |              |
| Dolmen del Pui Saquera                                                       | Roses                                        | Dolmen       |                             |              |
| Cista de la Tomba del General                                                | coll de Fitor, Roses                         | Ciste        |                             |              |
| Cista del Pla de les Gates                                                   | Roses                                        | Ciste        |                             |              |
| Cista de Puig Alt                                                            | Roses                                        | Ciste        |                             |              |
| Dolmen de la Creu d'en Cobertella                                            | Roses                                        | Dolmen       | 42° 15′ 25″ N, 3° 11′ 50″ E |              |
| Dolmen de la Casa Cremada                                                    | Roses                                        | Dolmen       |                             |              |
| Dolmen del Llit de la Generala                                               | sureda d'en Falp, Roses                      | Dolmen       |                             |              |
| Dolmen del Turó del Home                                                     | sureda d'en Mairó, Roses                     | Dolmen       |                             |              |
| Dolmen de la Quarantena I                                                    | Roses                                        | Dolmen       | 42° 16′ 01″ N, 3° 12′ 10″ E |              |
| Dolmen de la Quarantena II                                                   | Roses                                        | Dolmen       | 42° 15′ 38″ N, 3° 12′ 12″ E |              |
| Dolmen de les Closes                                                         | Sant Climent Sescebes                        | Dolmen       | 42° 22′ 47″ N, 2° 57′ 14″ E |              |
| Menhir de Vilartolí                                                          | Sant Climent Sescebes                        | Menhir       | 42° 23′ 46″ N, 2° 57′ 46″ E |              |
| Dolmen de Fontanilles                                                        | Sant Climent Sescebes                        | Dolmen       | 42° 24′ 35″ N, 2° 58′ 02″ E |              |
| Dolmen del Salt d'en Peió                                                    | Sant Climent Sescebes                        | Dolmen       | 42° 25′ 02″ N, 2° 58′ 15″ E |              |
| Menhir de la Murtra ou Pedra Gentil                                          | Sant Climent Sescebes                        | Menhir       | 42° 24′ 27″ N, 2° 58′ 33″ E |              |
| Dolmen de la Gutina                                                          | Sant Climent Sescebes                        | Dolmen       | 42° 23′ 47″ N, 2° 58′ 50″ E |              |
| Dolmen de Tires Llargues                                                     | Sant Climent Sescebes                        | Dolmen       | 42° 23′ 41″ N, 2° 58′ 43″ E |              |
| Dolmen del Prat Tancat                                                       | Sant Climent Sescebes                        | Dolmen       | 42° 23′ 22″ N, 2° 58′ 55″ E |              |
| Dolmen de la Taula dels Lladres                                              | la Selva de Mar                              | Dolmen       |                             |              |
| Dolmen de la Mora                                                            | la Selva de Mar                              | Dolmen       |                             |              |
| Dolmen dels Quintals                                                         | Pla d'Estar, la Selva de Mar                 | Dolmen       |                             |              |
| Dolmen del Pardal                                                            | la Vajol                                     | Dolmen       | 42° 23′ 27″ N, 2° 48′ 17″ E |              |
| Dolmen Caigut I                                                              | Vilajuïga                                    | Dolmen       | 42° 19′ 48″ N, 3° 07′ 44″ E |              |
| Dolmen Caigut II                                                             | Vilajuïga                                    | Dolmen       | 42° 19′ 49″ N, 3° 07′ 49″ E |              |
| Dolmen de la Carena                                                          | Vilajuïga                                    | Dolmen       | 42° 19′ 52″ N, 3° 07′ 35″ E |              |
| Dolmen de les Ruïnes                                                         | Vilajuïga                                    | Dolmen       | 42° 19′ 52″ N, 3° 07′ 33″ E |              |
| Dolmen de la Talaia                                                          | Vilajuïga                                    | Dolmen       | 42° 19′ 51″ N, 3° 07′ 30″ E |              |
| Dolmen del Garrollar                                                         | Vilajuïga                                    | Dolmen       | 42° 19′ 49″ N, 3° 07′ 21″ E |              |
| Dolmen de la Vinya del Rei                                                   | Vilajuïga                                    | Dolmen       | 42° 19′ 47″ N, 3° 07′ 26″ E |              |